# Боніта (Луїзіана)
Боніта (англ. Bonita) — селище (англ. village) в США, в окрузі Моргаус штату Луїзіана. Населення — 170 осіб (2020).

## Географія
Боніта розташована за координатами 32°55′14″ пн. ш. 91°40′30″ зх. д. / 32.92056° пн. ш. 91.67500° зх. д. (32.920510, -91.675066).  За даними Бюро перепису населення США в 2010 році селище мало площу 3,49 км², уся площа — суходіл.

## Демографія
Згідно з переписом 2010 року, у селищі мешкали 284 особи в 105 домогосподарствах у складі 67 родин. Густота населення становила 81 особа/км².  Було 130 помешкань (37/км²).
Расовий склад населення:
| - 61,6 % — чорних або афроамериканців - 34,9 % — білих - 2,1 % — азіатів - 1,1 % — осіб інших рас |

До двох чи більше рас належало 0,4 %. Частка іспаномовних становила 7,4 % від усіх жителів.
За віковим діапазоном населення розподілялося таким чином: 28,9 % — особи молодші 18 років, 56,0 % — особи у віці 18—64 років, 15,1 % — особи у віці 65 років та старші. Медіана віку мешканця становила 36,3 року. На 100 осіб жіночої статі у селищі припадало 93,2 чоловіків;  на 100 жінок у віці від 18 років та старших — 92,4 чоловіків також старших 18 років.
Середній дохід на одне домашнє господарство  становив 21 395 доларів США (медіана — 15 556), а середній дохід на одну сім'ю — 23 502 долари (медіана — 14 688). За межею бідності перебувало 59,6 % осіб, у тому числі 100,0 % дітей у віці до 18 років та 25,5 % осіб у віці 65 років та старших.
Цивільне працевлаштоване населення становило 60 осіб. Основні галузі зайнятості: освіта, охорона здоров'я та соціальна допомога — 26,7 %, сільське господарство, лісництво, риболовля — 26,7 %, публічна адміністрація — 15,0 %, виробництво — 13,3 %.